# Frederik Rolf
Frederik Vilijam Rolf (engl. Frederick Vilijam Rolfe, poznatiji pod pseudonimom Baron Korvo i po tome što se nazivao Frederick William Serafino Austin Lewis Mary Rolfe, (22. jul 1860 — 25. oktobar 1913) bio je engleski pisac, likovni umjetnik, fotograf i ekscentrik.

## Bibliografija
Rolfova glavna djela uključuju:
- (1898)
- (1901)
- (1901)
- (1903-4, posthumno izadnje 1958)
- (1904)
- (1905)
- (1907-8, štampano 1909 ali ne izdano, posthumno izdato 1963)
- (1909-11, posthumno izdato 1935)
- (1912)
- (1909, izdato 1934)
- (posthumno izdato 1926)
- (posthumno izdato 1929)

## Literatura
- (1934)
- 1971.